# Orgie en noir
 Pour plus de détails, voir Fiche technique et Distribution
Orgie en noir est un film pornographique français écrit et réalisé par Ovidie, sorti directement en vidéo en 2000.

## Résumé
Un jeune couple adepte de nouvelles expériences décide de visiter de nuit un cimetière isolé. Ils ignorent que ce cimetière est habité par des mortes-vivantes avides de chair fraiche.

## Fiche technique
- Titre : Orgie en Noir
- Réalisation : Ovidie (le 17e)
- Scénario : Ovidie
- Producteur : Marc Dorcel
- Date de Tournage : juillet 2000
- Production : Vidéo Marc Dorcel
- Durée 92 minutes

## Distribution
- Melinda Gal
- Daniella Rush
- Ovidie
- Titof
- Sandra Russo
- Bruno Sx
- Marc Barrow

## Récompense
- Hot d'or du meilleur scénario 2001.